# Merel Conijn
Merel Conijn (ur. 19 października 2001 w Amsterdamie) – holenderska łyżwiarka szybka, dwukrotna medalistka mistrzostw świata.

## Kariera
Podczas mistrzostw świata juniorów w Tomaszowie Mazowieckim w 2020 zdobyła złoty medal w biegu drużynowym oraz brązowe w biegach na 1500 m i 3000 m oraz starcie masowym.
Na mistrzostwach świata na dystansach w Hamar w 2025 zdobyła dwa medale, w biegach na 3000 m i 5000 m zajmując trzecie miejsce.